# Руда (притока Луб'яхівки)
Руда — річка в Україні, в Шепетівському районі Хмельницької області. Права притока Луб'яхівки (басейн Дніпра).

## Опис
Довжина 13 км, похил річки — 4,1 м/км. Площа басейну 43 км².

## Розташування
Бере початок на північно-західній стороні від Чотирбоки. Тече переважно на північний захід через Зубарі, Ревуху і в Клубівці впадає у річку Луб'яхівку, праву притоку Горині. 
Річку перетинає автошлях Т 1804.

## Цікавий факт
- У Каталозі річок помилково зазначено, що річка Руда є правою притокою Горині. Відповідно до вказаної мапи річка Руда є правою притокою річки Луб'яхівки.